# Szpiglasowe Perci

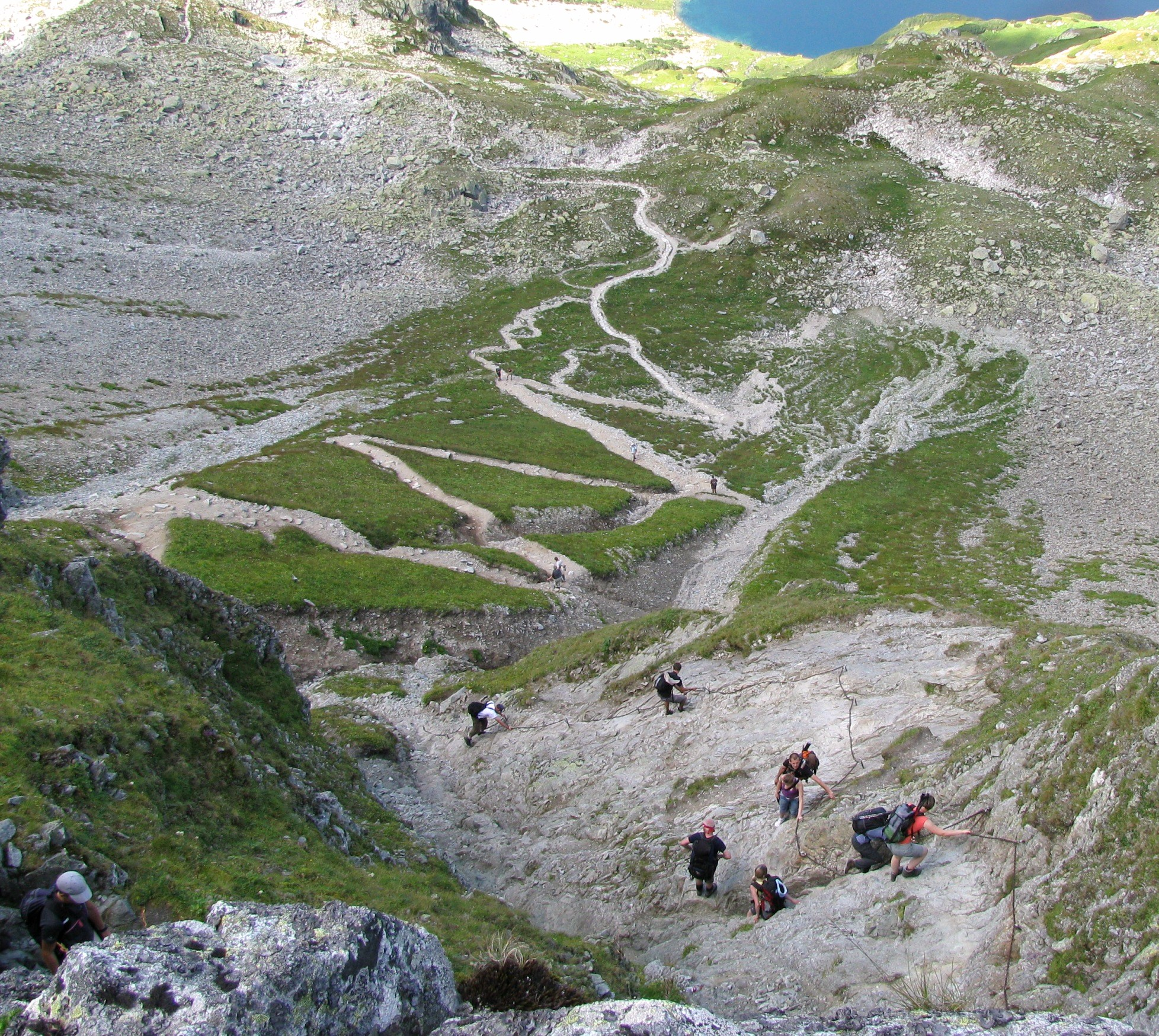
Widok na Szpiglasowe Perci ze Szpiglasowej Przełęczy

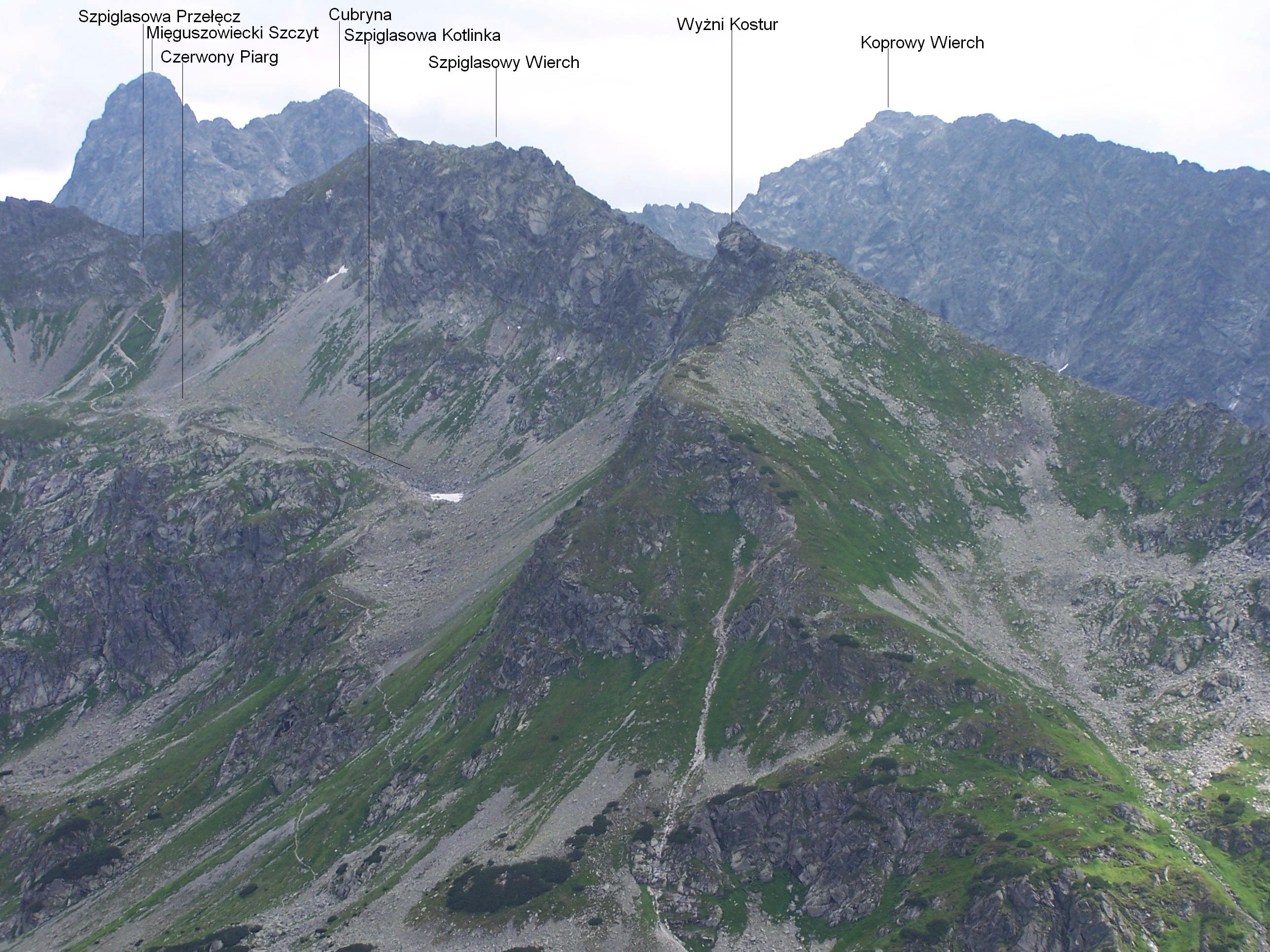

Szpiglasowe Perci – prowadzący przez Czerwony Piarg i północne stoki Szpiglasowej Przełęczy odcinek szlaku turystycznego z Doliny Pięciu Stawów Polskich do Morskiego Oka. Dawniej była to ścieżka górników wydobywających rudę antymonitu na stokach Szpiglasowego Wierchu. Góralska nazwa ścieżki pochodzi od spolszczonego niemieckiego słowa Spiessglas lub Spiessglanz oznaczającego antymonit. Już w 1852 roku przechodzący nią niemieccy alpiniści podawali jej nazwę – szpiglasowe peryczy. Od nazwy ścieżki utworzono później nazwę Szpiglasowej Przełęczy.
Przez Czerwony Piarg ścieżka Szpiglasowych Perci zakosami, niezbyt stromo pnie się w górę. Na Czerwonym Piargu można obserwować segregację gruzu skalnego; w górnej części jest on drobny, ku dołowi coraz grubszy. Od wiosny do jesieni wejście na Szpiglasową Przełęcz jest przy niesprzyjającej pogodzie (oblodzenie, niebezpieczny śnieg) umiarkowanie trudne. W celu ubezpieczenia przejścia zamontowano ciąg łańcuchów.
Zimą przez Szpiglasowe Perci schodzą lawiny. Przy warunkach lawinowych nie istnieje bezpieczne wejście na Szpiglasową Przełęcz. 30 grudnia 2001 r. zdarzył się tutaj jeden z najtragiczniejszych wypadków lawinowych w polskich Tatrach. Pod lawiną ze Szpiglasowej Przełęczy zginęło dwoje turystów. Trzeci, któremu udało się wygrzebać z lawiniska, dotarł do Schronisko PTTK w Dolinie Pięciu Stawów Polskich, informując o wypadku. Już po ciemku ze schroniska wyruszyło 8 ratowników TOPR-u. Na Szpiglasowych Perciach wszyscy zostali zasypani drugą lawiną. Jan Krzysztof (ówczesny naczelnik Pogotowia) i Edward Lichota zdołali uwolnić się z lawiny, po czym odkopali pozostałych ratowników. Spośród nich Bartłomiej Olszański i Marek Łabunowicz byli już w stanie śmierci klinicznej. Wielogodzinna reanimacja nie przyniosła rezultatów.

## Szlaki turystyczne
Dolina Pięciu Stawów Polskich – Szpiglasowa Przełęcz. Przy samej przełęczy, gdzie skały są kruche i strome, krótki odcinek ubezpieczony jest łańcuchami. Ze Schroniska w Dolinie Pięciu Stawów Polskich na przełęcz 120 minut, z powrotem 105 minut. Po drugiej stronie przełęczy szlak prowadzi dalej do Morskiego Oka jako Ceprostrada. Z samej przełęczy krótkie odbicie w bok na Szpiglasowy Wierch, również znakowane na żółto.